# Jak wkurzać ludzi
Jak wkurzać ludzi – również Jak irytować ludzi (ang. How to irritate people?) – brytyjski film komediowy nakręcony w 1968 roku przez trzech późniejszych członków grupy Monty Python.
Film zawiera kilka skeczy, które stały się pierwowzorami skeczy z serialu Latający cyrk Monty Pythona, m.in. skecz w restauracji, teleturniej z udziałem starszej pani (pierwowzór skeczu "Teleturniej – Łup w łeb") czy reklamacja samochodu (pierwowzór skeczu Martwa papuga), natomiast skecz "Rozmowa wstępna", choć w zupełnie nowym wykonaniu, został niemal w całości wykorzystany w serialu.
Film został wydany w Polsce na DVD w 2006 roku.